# 龍刻 RYU-KOKU
《龍刻 RYU-KOKU》是KID於2006年9月21日發售的戀愛冒險遊戲，也是KID破產前的最後一套遊戲。英特衛多媒體在台灣發行繁體中文PC版，列為《遊戲偶像劇系列》第4集，分為「平裝版」與「特典版」。
2009年9月底，北京娱乐通在中国大陆发行了基于古月游戏引擎的简体中文PC版。这个版本放弃了传统的基于光盘验证的数字版权保护技术，完全依赖于网络激活，是中国大陆少有的几个不需要插光盘就能运行的单机游戏之一。
下列譯名及用語，除特別註明者外，以英特衛版為準。

## 故事簡介
主角「水內司」是個就讀皆森高中的高中生。身為劍道社主將的他，與青梅竹馬
「笠木愛娜」一同為即將到來的劍道大會而努力練習著。但近來時常作的那個怪夢，卻讓他感到困惑不已。就在這
時候，突然出現了一名叫「水乃內美流」的神秘轉學生，於是平靜的日子便慢慢地開始發生了變化……。

## 登場人物
水内司（聲：高橋直純（只限部分場景））
17歲，4月16日出生，身高171cm，血型A型，皆森高校劍道部男子大將，擅長日本歷史。
故事主角。就讀皆森高校2年級，學業優秀、擅長運動的典型模範生。小時候經常受欺負，於是練習劍道，其實原因是爲了保護笠木愛娜。
實際上是數千年前的封師「水乃内司」的轉生，水内司仍擁有水乃内司的靈魂及記憶。
水乃内美流（聲：能登麻美子）
16歲，7月16日出生，身高160cm，擅長和裁和古文，不擅理科。非常喜歡電視（特別是電視劇）和番茄薯片。
剛轉校皆森高校2年級，自稱是水内司的堂妹兼未婚妻。性格嫻熟，但知識意外地十分的偏，不知道很多單字的意思，特別是外來語。
實際上是數千年前活到現在的龍，為了再見水乃内司而等待了數千年。
笠木愛娜（聲：新谷良子）
16歲，9月2日出生，身高163cm，血型AB型，皆森高校劍道部女子大將，喜歡卡啦OK、布偶，擅長日語、日本歷史、英語，不擅數學。
司的青梅竹馬，每當司被欺負時便挺身而出。其實喜歡著司，但一直口不對心。在劍道上的實力強于司。
玖印智佳（聲：稻村優奈）
15歲，7月21日出生，身高154cm，皆森高校生物部飼養系成員，喜歡書法、動物。
剛轉校皆森高校1年級，無甚麼表情和反應的女孩，在班級中被孤立，似乎來自有錢人家。
實際上是由(北京娱乐通版譯作玖印智嘉) 創造的人造人，但身體中是數千年前水乃内司的妹妹、符咒系封師「玖印智佳」。
安部刹那（聲：豐口惠）
24歲，3月2日出生，身長166cm，血型B型，喜歡吸煙、喝酒。
皆森高校的保健醫生，喜歡和學生談天。好奇心強，正在研究六年前恩師（兼男朋友）失蹤等相關事件。
天笑（聲：松本彩乃）
身高約140cm，性格有點幼稚的小孩，稱美流與智佳為姐姐。真身其實是剛出生的妖。
安部淳司（聲：根本幸多）
17歲，喜歡科幻、超自然，擅長體育、數學，不太喜歡姐姐刹那。
司的好友。擅長製造氣氛，表面上有點輕浮，但其實內裡成熟。暗戀愛娜，但因為知道愛娜喜歡司而一直沒有告白。
內海龍彥（聲：間島淳司）
170cm，外表年輕但其實是36歲。皆森高校的新任教師，擔任數學教師、劍道部顧問（但不黯劍道）和生物部顧問。性格溫和，但很難看清他究竟在想甚麼。
实际身份是草薙制药的研究人员，玖印智嘉的同事。在美流线中，为了掌握妖和龙的能力而绑架美流，最后被消灭。
狐面（聲：新谷良子）
一直消滅「無心靈的妖」，但在追擊美流。
其真实身份是千年前水内司收养的狐妖，由于嫉妒司和美流的关系，加之霸流的封印举动而狂暴化，引发大乱，进而导致司的死亡。其肉体被霸流和美流消灭，灵魂则在世上游荡，后来寄宿在爱娜身上。
霸流（聲：松永太樹）
和美流相識，是類似美流「哥哥般的人」。左手用於戰鬥。
實際上是和美流一樣是數千年前活到現在的龍。
銀杏（聲：洞內愛）
土地神，神社千年銀杏的主人，外表是女性但其實是雌雄同体，實際是一位有強大力量的妖。

## 用語及設定
妖
千年銀杏
夜刀之真太刀

## 音樂

### 主題曲
開頭歌曲「Private place」
作詞、作曲：志倉千代丸（5pb），編曲：磯江俊道
主唱：彩音
結尾歌曲「迎向龍刻的彼方」
作詞、作曲：志倉千代丸（5pb），編曲：川越好博
主唱：彩音

### 原聲帶
| Disc1 | Disc1              | Disc2 | Disc2 |
| 曲目  | 標題               | 曲目  | 標題  |
| ----- | ------------------ | ----- | ----- |
| 1     | Private place      | 1     | 時空  |
| 2     | 鼓動               | 2     | 月夜  |
| 3     | 美流               | 3     | 記憶  |
| 4     | 勾玉               | 4     |       |
| 5     | 想起               | 5     |       |
| 6     | 我許               | 6     | 幻影  |
| 7     | 唯心               | 7     | 故郷  |
| 8     | 苦悶               | 8     | 畏怖  |
| 9     | 待宵               | 9     |       |
| 10    | 天咲               | 10    | 悲愁  |
| 11    | 現界               | 11    |       |
| 12    | 徒然               | 12    | 烈火  |
| 13    | 仲間               | 13    | 決着  |
| 14    | 迎向龍刻的彼方（） | 14    | 果無  |
| 14    | 迎向龍刻的彼方（） | 15    | 龍刻  |
| 14    | 迎向龍刻的彼方（） | 16    | 新史  |

## 外部連結
- （日語）PS2版官方網站，存於網際網路檔案館
- （日語）KID，存於網際網路檔案館
- （日語）PSP版官方網站，存於網際網路檔案館
- （繁體中文）繁體中文PC平裝版官方網站，存於網際網路檔案館
- （繁體中文）繁體中文PC特典版官方網站，存於網際網路檔案館